# Nychiodes opulenta
Nychiodes opulenta är en fjärilsart som beskrevs av Brandt 1941. Nychiodes opulenta ingår i släktet Nychiodes och familjen mätare. Inga underarter finns listade i Catalogue of Life.